# スパイダーマン リーサルフォーズ
『スパイダーマン リーサルフォーズ』（The Amazing Spider-Man: Lethal Foes）は、エポック社より1995年3月17日に発表されたスーパーファミコン用アクションゲーム。

## 概要
本作は、アメコミ原作のヒーロー「スパイダーマン」を主人公として操って数々の事件に挑む、というゲームである。

## ストーリー
政府が開発した人工波発生機が悪の科学者・Dr.オクトパスとその部下達に奪われた。時を同じくして、ニューヨークはスパイダー・スレイヤーの大量発生により、たちまち混乱状態となっていた。事件のことを知ったスパイダーマンは、オクトパス達の野望を叩き潰そうと奮闘する。

## 登場人物

### スーパーヒーロー
ピーター・パーカー / スパイダーマン
本作の主人公。放射線を浴びたクモに噛まれてスパイダーマンとなった青年。
ヒューマン・トーチ
スパイダーマンの友人で、「ファンタスティック・フォー」のメンバー。炎に覆われた身体に変身し、火炎放射を得意とする。
スピードボール
「ニューウォリアーズ」のメンバー。身体の周りにエネルギーを集め、その力でゴムボールのように身体を大きく弾ませることができる。
ダニエル・ランド / アイアン・フィスト
神秘の力を秘めた鉄の拳を持つ。あらゆる武術を身に付けている。

### スーパーヴィラン
ビートル
1面「ビル街」に現れるボス。オクトパスとは関わりがなく、混乱に乗じてキャッシュ・ディスペンサーを盗もうしていただけだった。
コナーズ博士 / リザード
2面「地下鉄」に現れるボス。オクトパスとスマイスの関わりをスパイダーマンと共に調べていたが、罠にはまってリザードへと変身してしまう。
ミステリオ
3面「研究所」に現れるボス。オクトパスの部下としてスパイダーマンを足止めする。
アリスター・スマイス
4面「港」に現れるボス。オクトパスと手を組み、大量のスパイダー・スレイヤーを開発した。自分の身体をも改造し、自らも究極のスパイダー・スレイヤーとなった。
ハリー・オズボーン / グリーン・ゴブリン
5面「工場」に現れるボス。ピーターの親友。オクトパスと手を組んでいるが計画自体に興味はないらしく、計画の内容を教えてくれる。
スコーピオン
6面「工事現場」に現れるボス。オクトパスの部下としてスパイダーマンを足止めする。
エディ・ブロック / ベノム
7面「公園」に現れるボス。オクトパスとは関わりがない。スパイダーマンを憎むエディがエイリアン・コスチュームと合体しベノムとなった。バトル後、現れたカーネイジを追って消え、最後にスパイダーマンと共闘する。
ドクター・オクトパス
8面「秘密基地」のボス。政府が開発した人工波発生機を盗み、ニューヨークを海の底へ沈めようと企む。
カーネイジ
実質的な今作のラスボス。オクトパスを倒したスパイダーマンの前にヴェノムと共に現れ、彼ら2人を倒そうとする。

### その他
J・J・ジェイムスン
ピーターが働いている新聞社「デイリー・ビューグル」の社長。どうしようもない頑固オヤジで、スパイダーマンを嫌っている。ステージをクリアする度に登場し、「忌々しいクモ野郎だ！」と言い放つ。

## 評価
ゲーム雑誌「ファミコン通信」でのクロスレビューは、40点満点中21点だった。